# Bjornsen
Bjornsen ist ein patronymisch gebildeter Familienname, der vom Vornamen Björn hergeleitet wird („Sohn des Björn“).

## Namensträger
- Erik Bjornsen (* 1991), US-amerikanischer Skilangläufer
- Sadie Maubet Bjornsen (* 1989), US-amerikanische Skilangläuferin